# بئر الجلات (الرقة)
بئر الجلات قرية سورية تتبع ناحية المنصورة في منطقة الثورة في محافظة الرقة. بلغ عدد سكانها 136 نسمة في عام 2004 حسب إحصاء المكتب المركزي للإحصاء.